# Реджо Бранчифорте, Микеле
Микеле Реджо Бранчифорте (итал. Michele Reggio e Branciforte; 1682, Ачи-Катена — 1772, Неаполь) — испанский и неаполитанский флотоводец, генеральный наместник королевств Неаполя и Сицилии.

## Биография
Второй сын Стефано Реджо Саладино, князя ди Кампофьорито, и Доротеи Бранчифорте Колонна.
В 1689 году вместе со своим братом Андреа стал рыцарем Мальтийского ордена, в котором принял имя фра Микеле. Благодаря своим способностям стал бальи и приором.
После заключения Утрехтского мира, отдавшего Сицилию Савойскому дому, его брат Луиджи, оставшийся лояльным Испании, перебрался с семьей ко двору в Мадрид, где продолжил свою карьеру. Братья также поступили на службу Бурбонам: Андреа присоединился к испанскому флоту, а 31-летний Микеле был назначен командиром одной из двух галер, участвовавших в борьбе с пиратством на Средиземном море. Он участвовал в многочисленных морских экспедициях и в возрасте 36 лет был назначен генерал-лейтенантом Королевской Армады и заместителем командира испанских галер.
В 1731 году, осуществляя испанские притязания на герцогство Пармское и великое герцогство Тоскана в пользу инфанта дона Карлоса, Филипп V приказал Реджо и маркизу Стефано де Мари высадить 7500 солдат в Ливорно. Затем Микеле доставил из Антиба в Ливорно инфанта. В 1732 году участвовал в Оранской экспедиции.
В 1734 году герцог Пармский отправился на завоевание Неаполитанского королевства; Реджо перебросил испанские войска графа де Монтемара в Саленто, чтобы подчинить занятую австрийцами Апулию. В июне 1735 года, в возрасте 53 лет, он перешел на неаполитанскую службу и был назначен генерал-капитаном галер и морской армии королевства. В июле того же года высадил неподалеку от Палермо войска, быстро овладевшие Сицилией.
Обеспокоенный слабой защитой королевства, Карл III поручил Реджо объединить командование береговыми крепостями, такими как Кастелло-дель-Кармине, Кастель-Капуано, Сант-Эльмо, Кастель-дель-Ово, Гаэтой, Пескарой, Байей и Искьей. Позднее он приказал ему навести порядок в доке, арсенале, литье орудий, и начать реконструкцию форта Сан-Дженнаро.
В целях развития торговли, которой угрожали берберийские пираты, король распорядился воссоздать военно-морские силы, чтобы заменить неаполитанский флот, уведенный во время войны в Триест генуэзским дворянином Джан Лукой Паллавичино. Чтобы создать легкую и быструю флотилию, Реджо поручил кардиналу Трояно Аквавиве, испано-неаполитанскому послу в Риме, купить в Чивитавеккье корабельный лес, после чего в арсенале были построены новые корабли.
По приказу Карла Реджо перестроил восточную часть Неаполя, в которой отсутствовали необходимые портовые сооружения. Тот построил дорогу от Арсенала к Кастелло-дель-Кармине, разрушив старые городские стены (1740—1749), и начал прокладывать новую Виа Марину по проекту Джованни Бомпьеде и Джованни Антонио Медрано.
В награду за службу 18 декабря 1737 в Мадриде был пожалован Филиппом V в рыцари ордена Золотого руна. 11 февраля 1738 папа Климент XII опубликовал бреве, позволявшее Реджо, ставшему рыцарем Золотого руна, продолжать пользоваться доходами Мальтийского ордена. 6 июля 1738 Карл III наградил его учрежденным в том году орденом Святого Януария.
По окончании войны за Австрийское наследство 25 марта 1744 Реджо был назначен генеральным наместником королевств Неаполя и Сицилии, которыми управлял при содействии совета, состоявшего из маркизов Джованни Бранкаччо и Гаэтано Мария Бранконе, государственных секретарей юстиции и церковных дел, а также секретаря графа Бартоломео Пигетти.
В 1750—1752 годах Реджо провел новые работы по перестройке неаполитанского арсенала, что позволило приступить к постройке новых фрегатов. Как главнокомандующий флотом, по королевскому приказу руководил строительством приюта для бедняков, и затем первым возглавил это благотворительное учреждение.
В 1759 году Карл III покинул Неаполь, чтобы принять корону Испании. Реджо, бывший государственным советником, вошел в состав Регентского совета при юном Фердинанде IV. Его роль в Совете была весьма значительной, поскольку, представляя сицилийских баронов, он уравновешивал их позиции по отношению к континентальной знати. Вместе со своим племянником Стефано Реджио Гравиной, сыном его брата Луиджи, князя Ачи, и двоюродным братом Пьетро Болоньи Реджо, князем Кампореале, он противостоял политике правительства, вдохновляемой Бернардо Тануччи.
Микеле Реджо собирал древние монеты и надписи, поддерживая переписку с известными испанскими учеными, в том числе с Грегорио Майансом и Мануэлем Марти, деканом Аликанте.
Он умер в Неаполе в 1772 году в возрасте 90 лет и был погребен в церкви Сан-Джованни-а-Маре, в неаполитанском приорстве Мальтийского ордена.